# Реверсор
Реве́рсор — електричний апарат, за допомогою якого виконується переключення кінців обмоток збудження тягових електродвигунів, завдяки чому змінюється напрямок струму в них. Зміна напрямку струму приводить до зміни напрямку обертання якоря електродвигуна, а значить і до зміни напрямку руху тепловоза.